# CBS Orchestra
The CBS Orchestra har sedan 1993 varit husband hos The Late Show with David Letterman. Innan Letterman flyttade till CBS från NBC så hette de Paul Shaffer and The Worlds Most Dangerous Band. Letterman lämnade Late Show 2015. Efter en tvåårig paus, återupplivades bandet 2017 av Shaffer med sitt ursprungliga namn och gav ut ett album med titeln Paul Shaffer & The World's Most Dangerous Band. 

## Medlemmar
Nuvarande medlemmar
- Paul Shaffer - keyboard, sång (1993– )
- Anton Fig - trummor, slagverk (1993– )
- Felicia Collins - gitarr, sång, slagverk (1993– )
- Sid McGinnis - gitarr, pedal steel guitar, sång (1993– )
- Will Lee - basgitarr, sång (1993– )
- Tom Malone - trombon, trumpet, saxofon, piccolaflöjt, slagverk (1993– )
- Aaron Heick - saxofon (2012– )
- Frank Greene - trumpet, slagverk (2012– )

Tidigare medlemmar
- Bernie Worrell - synthesizer (1993)
- Bruce Kapler - saxofon, flöjt, sång (1993–2012)
- Al Chez - trumpet, sång, slagverk (1997–2012)

The World's Most Dangerous Band
- Paul Shaffer - keyboard (1982–1993)
- Will Lee - basgitarr, sång (1982–1993)
- Steve Jordan - trummor, slagverk (1982–1986)
- Hiram Bullock - gitarr (1982–1984)
- Sid McGinnis - gitarr (1984–1993)
- Anton Fig - trummor, slagverk (1986–1993)

## Diskografi
Studioalbum
- 1988 – Coast to Coast (som "Paul Shaffer")
- 1993 – The World's Most Dangerous Party (som "Paul Shaffer & the Party Boys of Rock 'n' Roll")
- 2017 – Paul Shaffer & The World's Most Dangerous Band (som "Paul Shaffer & The World's Most Dangerous Band")